# Viktor Rákosi
Viktor Rákosi, född 20 september 1860 i Ukk, död 15 september 1923 i Budapest, var en ungersk tidningsman och skriftställare; bror till Jenő Rákosi. 
Rákosi utgav under pseudonymen Sipulusz bland annat många humoristiska noveller, vilka gjorde honom till en i Ungern synnerligen populär författare.